# Nesoromys ceramicus
Nesoromys ceramicus és una espècie de mamífer rosegador de la família dels múrids. És endèmica de l'illa de Seram (Indonèsia), on viu a altituds d'entre 1.500 i 1.800 msnm. El seu hàbitat natural són els boscos primaris tropicals humits sense pertorbació. Està amenaçada per la destrucció del seu medi i la competència amb rates negres que hi han estat introduïdes. El seu nom específic, ceramicus, significa ‘de Seram’ en llatí.